# Монте Каминето (Рим)
Монте Каминето је насеље у Италији у округу Рим, региону Лацио.
Према процени из 2011. у насељу је живело 1451 становника. Насеље се налази на надморској висини од 108 м.